# 816-й артилерійський полк (СРСР)
816-й реактивний артилерійський Ельбінгський полк (816 РеАП, в/ч 77643) — формування берегових артилерійських військ ВМФ СРСР, що існувало у до 1992 року.
Під час розпаду СРСР у 1992 році полк увійшов до складу Збройних сил України як 816-й артилерійський полк. 

## Історія

### Друга світова війна
816 артилерійський полк було сформовано на підставі директиви ГШ РСЧА від 8 липня 1941 року № орг./2/524680 та директиви командувача Ленінградського військового округу від 10 липня 1941 року № 1/34320.
Полк почав формуватися 10 липня 1941 року у місті Боровичі Ленінградської області. Основою формування полку у більшості були військовозобов'язані запасу м. Ленінграду та Ленінградської області.
Полк формувався за штатом 2-х дивізіонного складу на кінній тязі.
Формування полку завершилося 1 серпня 1941 року.
11 листопада 1941 року був сформований 3-й дивізіон і полк став 3-дивізіонного складу.
За наказом командувача Південно-Західного напрямку маршала Радянського Союзу Ворошилова К. Е. 816 артилерійський полк 2-х дивізіонного складу під командуванням капітана Купріянова І. М. взяв участь у бойових діях.
Бойове хрещення полк прийняв у складі 261-ї стрілецької дивізії 21 вересня 1941 у районі с. Порожки під час захисту міст Ораніенбаум та Кронштадт.
Протягом 1941—1943 років полк брав участь у бойових діях по обороні м. Ленінграда. З 2 серпня 1942 року по 16 січня 1944 року полк у складі 281 стрілецької дивізії вів оборонні бої у районі м. Любань на рубежі Зеніно-Дуброве, а з 16 січня 1944 року брав участь у визволенні м. Любань від німецьких окупантів. За успішне ведення бойових дій по визволенню м. Любань наказом верховного головнокомандувача 27 січня 1944 року особовому складу полку була оголошена подяка.
5 січня 1944 року Указом Президії Верховної Ради СРСР від 14.10.1943 року 816 артилерійському полку вручено Бойовий прапор.
З 16 лютого по 24 квітня 1944 року полк взяв участь у боях по визволенню території Ленінградської області.
З 29 травня по 19 вересня 1944 року полк брав участь у боях на Карельському перешийку. У квітні 1944 року полк брав участь у прориві оборони фінів. У цих боях командир батареї старший лейтенант Мостовий Володимир Йосипович отримав звання Героя Радянського Союзу.
20 вересня 1944 року полк був передислокований у м. Чижов (Польща), де проводив заходи по підготовці до бойових дій.
З 14 січня 1945 року полк взяв участь у наступальних операціях по визволенню території Польщі та Німеччини.
У період з 2 по 10 лютого 1945 року у боях завдяки самовідданим діям особового складу полку було звільнено місто Ельбінг, а 27 травня 1945 року — міста Данциг та Ора.
Наказом верховного головнокомандувача ЗС СРСР № 061 від 5 квітня 1945 року за самовідданість у боях по визволенню міста Ельбінг полку присвоєно почесне найменування «Ельбінгський».
Полк брав участь у бойових діях до 4 травня 1945 року.
Під час бойових дій артилерійським вогнем полку знищено:
- Протитанкових гармат — 169
- зенітних гармат — 21
- мінометів — 109
- кулеметів — 405
- гармат — 79
- ДЗОТів — 119
- самохідних гармат — 11
- спостережних пунктів — 23
- БТР — 16
- сховищ — 11
- офіцерів та солдатів противника — 16 650

Під час бойових дій з 1941 по 1945 роки особовий склад полку взяв участь у звільненні 89 міст та більш ніж 12 000 селищ, пройшов з боями 1820 км.
Полку тричі оголошувалися подяки від головнокомандувача збройних сил СРСР 1451 військовослужбовець полку нагороджені орденами та медалями, з них:
1 — герой Радянського Союзу; 2 — орденом Леніна; 1 — орденом Кутузова; 4 — орденом Олександра Невського; 15 — орденом Червоного Прапора; 29 — орденом Слави двох ступенів; 204 — орденом Великої Вітчизняної війни двох ступенів; 376 — медалями за відвагу; 480 — медалями «За бойові заслуги».
19 липня 1945 року на території Німеччини у військовому містечку Всефаленгов у зв'язку з разформуванням 281 стрілецької Любанської дивізії 816 артилерійський полк був переданий до складу 126 стрілецької Горлівської дивізії, де на базі двох артилерійських полків був сформований один гаубичний артилерійський полк, найменуванням якого стало 816 гаубичний артилерійський Ельбінгський полк, і він увійшов до складу 453 артилерійської бригади 126 стрілецької дивізії.

### Післявоєнні роки і Холодна війна
У січні 1946 року полк у складі 126 стрілецької дивізії був передислокований до міста Сімферополь.
В період з 1946 по 1967 роки в полку відбувались численні організаційні заходи.
16 травня 1967 року 126 мотострілецька дивізія, у складі якої знаходився 816 артилерійський Ельбінгський полк, увійшла до складу 32 армійського корпусу.
У березні 1980 року до складу полку включено 1293 окремий реактивний дивізіон. Полк став 4-х дивізіонного складу.
1 грудня 1989 року полк у складі 126 мотострілецької дивізії переведений до складу Чорноморського флоту.

### Розпад СРСР
2 липня 1992 року, під час розпаду СРСР, особовий склад 816 артилерійського полку і протитанкового батальйону 126 дивізії берегової оборони ЧФ в Сімферополі склав присягу на вірність Українському народові і увійшов до складу Збройних сил України як 816-й артилерійський полк. Організатором прийняття присяги виступив командир 1-го важкого гаубичного дивізіону 816 артполку підполковник Олексій Михайлютенко.

## Командування
- (1941) капітан Купріянов І. М.
- (1945) підполковник Михайло Коростильов